# 毛萼地不容
毛萼地不容（学名：Stephania yunnanensis var. trichocalyx）为防己科千金藤属下的一个变种。

## 扩展阅读
- 維基物種上的相關：毛萼地不容